# Satanas niveus
Satanas niveus là một loài ruồi trong họ Asilidae. Satanas niveus được Macquart miêu tả năm 1838. Loài này phân bố ở vùng Cổ Bắc giới và châu Á.